# 10. tisočletje pr. n. št.
V desetem tisočletju pr. n. št. se je začela srednja kamena doba (mezolitik), ki je začetek obdobja holocena. Prebivalstvo je obsegalo nekaj, verjetno manj kot 5 milijonov ljudi, raztresenih po vseh kontinentih in živečih večinoma v lovsko-nabiralskih skupnostih. Prvi ljudje so prispeli tudi na otoke v Pacifiku. 
V Rodovitnem polmesecu se je začelo razvijati poljedelstvo, vendar bo trajalo še vsaj 2000 let, da se bo razširilo. Neodvisno so na Japonskem in v Severni Afriki razvili lončarstvo in s tem verjetno tudi kuhanje. Končala se je Würmska poledenitev in začela se je medledena doba, ki traja še danes.